# 阿爾梅納 (堪薩斯州)
阿爾梅納（英語：Almena）是一個位於美國堪薩斯州諾頓縣的城市。

## 地方資料
根據2020年美國人口普查的數據，阿爾梅納的面積為1.57平方千米，當中陸地面積為1.57平方千米，而水域面積為0.00平方千米。當地共有人口363人，而人口密度為每平方千米231.21人。